# Arvid Ahlberg
Pour les articles homonymes, voir Ahlberg.
Arvid Magnus Ahlberg né le 25 décembre 1851 dans le canton de Karlskrona (sv) dans le comté de Blekinge et mort le 19 décembre 1932 à Öckerö dans le comté de Göteborg et Bohus est un peintre suédois, spécialisé dans la peinture maritime.

## Biographie
Arvid Ahlberg naît dans le canton de Karlskrona (sv) dans le comté de Blekinge en 1851. Après des études à l'institut royal de technologie de Stockholm, il travaille pour la Marine royale suédoise ou il devient officier.
Après avoir étudié auprès du peintre suédois Axel Nordgren (sv) à Düsseldorf, il devient peintre et se spécialise dans la peinture maritime. Il peint notamment le croiseur HMS Drott (sv) et le navire de défense côtière HSwMS Äran (en).
Il meurt à Öckerö dans le comté de Göteborg et Bohus en 1932.
Ces œuvres sont notamment conservées dans les différents musées nationaux d'Histoire de la marine de Suède (sv), comme le musée Göteborgs (sv) ou le musée de la Marine de Stockholm.

Œuvres de Arvid Ahlberg
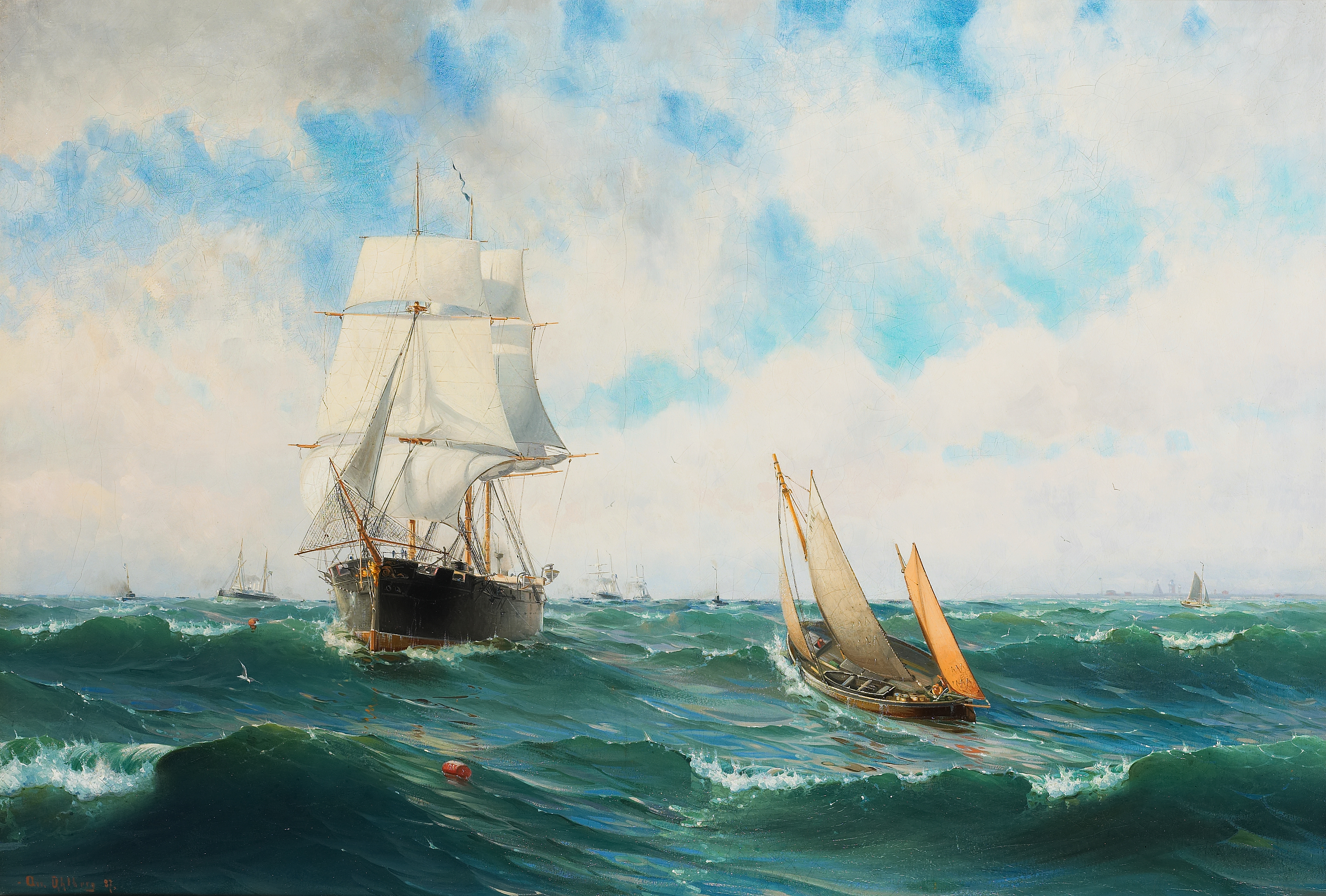
Örlogsskepp vid Vinga (1887), localisation inconnue.
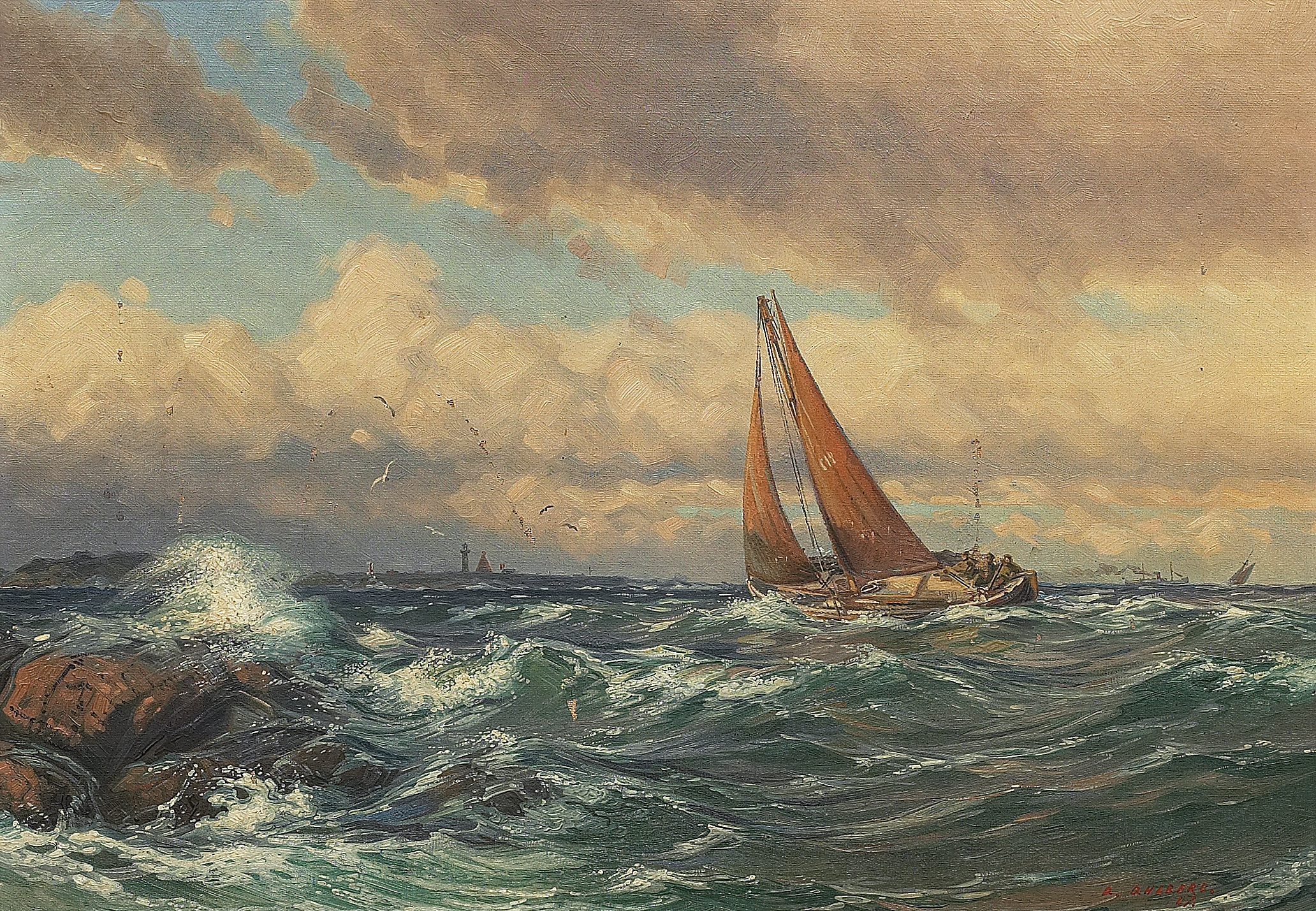
Segelbåtar, Västkusten (1907), localisation inconnue.
Pansarskeppet Äran, Stockholm, musée de la Marine.
Kungliga jakten HMS Drott (1898), musées nationaux d'Histoire de la marine de Suède (sv).